# Коледж Мілсепс

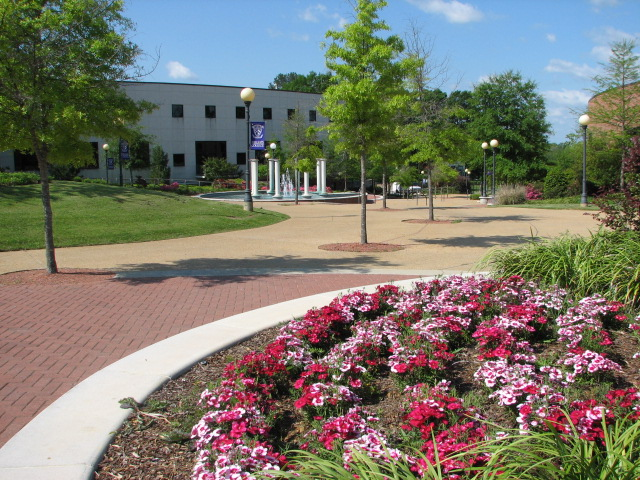
Millsaps College

Коледж Мілсепс (англ. Millsaps College) — приватний гуманітарний коледж у Джексоні, штат Міссісіпі. Коледж було засновано в 1890 році і є філією Об'єднаної методистської церкви.

## Історія
Коледж був заснований у 1889—1890 роках ветераном Конфедерації, майором Рубеном Вебстером Міллсепсом, який пожертвував землю для коледжу та 50 000 доларів. Доктор Вільям Белтон Мурра був першим президентом коледжу, а єпископ Чарльз Беттс Гелловей з методистської єпископальної церкви організував перші зусилля коледжу зі збору коштів. Обидва були удостоєні залів, названих на їх честь. Майор Міллсапс і його дружина поховані в могилі поблизу центру кампусу. Нинішня Об'єднана методистська церква продовжує співпрацювати з коледжем.

## Загальний опис
Незважаючи на релігійну приналежність, навчальна програма є світською. Поточна кількість студентів складає 910 студентів на кампусі площею 103 акри (417 000 м²) поблизу центру Джексона, штат Міссісіпі. Співвідношення студентів до викладачів становить 1:9 із середнім розміром класу близько 15 студентів. Millsaps пропонує 32 спеціальності та 41 неповних, включно з можливістю самостійно розробленої спеціальності, а також безліч можливостей навчання за кордоном і стажування. У Millsaps працює 97 штатних викладачів. З них 94 відсотки викладачів мають ступінь доктора філософії. Професори, які навчають на посаді, мають найвищий ступінь у своїй галузі. Коледж пропонує дослідницькі партнерства для студентів бакалаврату та різноманітні програми навчання за кордоном. Millsaps повідомляє, що 57 % їхніх студентів походять з-за меж Міссісіпі; велика частина студентів за межами штату — із сусідньої Луїзіани. Міллсапс є домом для 910 студентів та 75 аспірантів із 26 штатів і територій, а також 23 країн. Коледж також пропонує програму безперервної освіти та серію Community Enrichment Series для дорослих у районі Джексона.

## Відомі викладачі та випускники
- Бідвелл Адам (випуск 1913) — політик-демократ; Віцегубернатор штату Міссісіпі з 1928 по 1932 рік, юрист у Галфпорті
- Родні Дж. Бартлетт — квантовий хімік і лауреат стипендії Гуггенхайма
- Майкл Бек — актор
- Джим К. Барнетт — лікар і хірург з Брукхейвена; член Палати представників Міссісіпі з 1992 по 2008 рік.[13]
- Гері Берггоф — актор, який зіграв Радара О'Райлі в серіалі M*A*S*H
- Джонні Карсон — давній ведучий The Tonight Show, випускник V12
- Тернер Кессіті — поет
- Рой Клайд Кларк — єпископ Об'єднаної методистської церкви
- Ліза Д'Амур — драматург, лауреат премії Obie
- Девід Герберт Дональд — історик
- Ненсі Пламмер Факсон — органістка і композитор
- Еллен Гілкріст — автор
- Джеймс Е. Грейвс — молодший, суддя, Верховний суд Міссісіпі
- Вініфред Грін — американська активістка з Міссісіпі під час руху за громадянські права
- Скотт Трейсі Гріффін — автор
- Бен М. Холл — письменник, історик
- Вільям Гестер (1933) — президент Тенісної асоціації США з 1977 по 1978 рік.
- Алан Хантер — VJ на MTV
- Джеймс Кімбрелл — поет і лауреат стипендії Гуггенхайма
- Клей Фостер Лі молодший — єпископ Об'єднаної методистської церкви
- Рей Маршалл — міністр праці США під час адміністрації Картера
- Роберт С. МакЕлвейн — професор історії, письменник і політичний оглядач
- Грег Міллер — поет
- Льюїс Нордан — автор
- Кізе Леймон — письменник і професор
- Крістофер Лі Наттер — автор
- Клод Пассо — пітчер усіх зірок Вищої ліги бейсболу в 1930-1940-х роках
- Рубел Філліпс — кандидат у губернатори від Республіканської партії в 1963 і 1967 роках
- Пол Ремзі, етик
- Тейт Рівз — губернатор Міссісіпі
- Челсі Рік — Міс Міссісіпі 2013
- Роберт К. Роббінс — 22-й і нинішній президент Університету Аризони та колишній генеральний директор Техаського медичного центру
- Стоукс Робертсон молодший — суддя Верховного суду штату Міссісіпі з 1966 по 1982 рік
- Вік Робі — колишній штатний диктор NBC
- Майрон С. Макнейл — законодавець штату Міссісіпі
- Кевін Сесумс — журналіст і письменник
- Дональд Тріплетт, перша людина, якій діагностували аутизм
- Юдора Велті — автор
- Кассандра Вілсон — джазова вокалістка та музикант
- Генерал Луї Х. Вілсон-молодший — нагороджений Почесною медаллю та 26-й командир Корпусу морської піхоти (1975—1979)

## Інтернет-ресурси
- Офіційний сайт
- Millsaps Athletics website